# Michael Sarne
Michael Sarne, detto Mike (nato Michael Scheuer; Londra, 6 agosto 1940), è un attore inglese, tra i diversi film in cui ha recitato, c'è anche Les Misérables.
Si è sposato due volte: prima dal 1969 al 1978 con la designer di abbigliamento Tanya Sarne e dal 2004 è sposato con Anne Musso.

## Filmografia parziale
- A 077, dalla Francia senza amore (On the Fiddle), regia di Cyril Frankel (1961)
- Io, l'amore (À coeur joie), regia di Serge Bourguignon (1967)
- Joanna, regia di Michael Sarne (1968)
- Mani in alto! (Rece do góry), regia di Jerzy Skolimowski (1981)
- Moonlighting, regia di Jerzy Skolimowski (1982)
- Il successo è la miglior vendetta (Success Is the Best Revenge), regia di Jerzy Skolimowski (1984)
- Appuntamento con la morte (Appointment with Death), regia di Michael Winner (1988)
- Fuga pericolosa (Riding the Edge), regia di James Fargo (1989)
- Gli uomini ombra (The Hollow Men), regia di Jozef Skolimowski (1993)
- Il quarto angelo (The Fourth Angel), regia di John Irvin (2001)
- La promessa dell'assassino (Eastern Promises), regia di David Cronenberg (2007)
- La talpa (Tinker Tailor Soldier Spy), regia di Tomas Alfredson (2011)
- Les Misérables, regia di Tom Hooper (2012)
- La fine del mondo (The World's End), regia di Edgar Wright (2013)
- La corrispondenza, regia di Giuseppe Tornatore (2016)